# Astylosternus occidentalis
Astylosternus occidentalis es una especie de anfibios de la familia Arthroleptidae.
Habita en Costa de Marfil, Guinea, Sierra Leona y posiblemente Liberia.
Su hábitat natural incluye bosques tropicales o subtropicales secos y a baja altitud y ríos.
Está amenazada de extinción por la pérdida de su hábitat natural.